# Gustav von Schleinitz
Karl Anton Gustav Freiherr von Schleinitz (* 10. August 1785 in Marienwerder; † 10. Mai 1858 in Berlin) war ein preußischer Generalmajor.

## Leben

### Herkunft
Gustav entstammte dem meißnischen Uradelsgeschlecht Schleinitz, das im 16. Jahrhundert in den Reichsfreiherrnstand erhoben wurde. Er war der älteste Sohn des späteren Wolfenbütteler Kammergerichtspräsidenten Carl von Schleinitz (1751–1806) und der Dorothea, geborene von Rosenberg-Gruszcynski (1758–1790). Im Alter von fünf Jahren starb seine Mutter. Sein Vater heiratete 1791 ein zweites Mal. Seine Ehefrau war die Schwester seiner verstorbenen Ehefrau, die dadurch zur Stiefmutter von Gustav wurde. Der braunschweigische Staatsministers Karl Ferdinand von Schleinitz (1756–1837) war sein Onkel. Der ebenfalls braunschweigische Staatsminister Wilhelm von Schleinitz (1794–1856) und der preußische Regierungspräsident Julius von Schleinitz (1806–1865) waren seine Cousins. Der preußische Generalmajor Emil von Schleinitz (1800–1885) war sein jüngerer Bruder.

### Militärkarriere
Schleinitz trat am 1. April 1801 als Junker in das Dragonerregiment „von Hertzberg“ der Preußischen Armee ein, avancierte bis Ende März 1804 zum Sekondeleutnant und nahm 1806/07 während des Vierten Koalitionskrieges an den Kämpfen bei Halle (Saale), Gadebusch und Lychen teil. Einer Gefangennahme durch die Franzosen bei Lübeck entzog er sich gemeinsam mit einem Junker seines Regiments durch Flucht nach Ostpreußen. Dort wurde er der Dragonerbrigade „von Wedel“ zugeteilt, aus der sich nach dem Frieden von Tilsit das Neumärkische Dragoner-Regiment formierte. Im Oktober 1812 folgte seine Ernennung zum Regimentsadjutanten. Während der Befreiungskriege wurde er in der Schlacht bei Großgörschen verwundet und nahm an den Kämpfen bei Dresden, Kulm, Laon sowie Paris teil. Für sein Verhalten bei Liebertwolkwitz erhielt Schleinitz den Orden der Heiligen Anna III. Klasse und für Leipzig das Eiserne Kreuz II. Klasse.
Nach dem Krieg stieg er im Juli 1817 zum Rittmeister sowie Eskadronchef auf und kam im August 1833 als aggregierter Major in das 5. Husaren-Regiment. Daran schloss sich vom 30. März 1839 bis zum 6. April 1842 eine Verwendung als etatsmäßiger Stabsoffizier im 12. Husaren-Regiment an. Bei gleichzeitiger Beförderung zum Oberstleutnant beauftragte man Schleinitz anschließend zunächst mit der Führung des 9. Husaren-Regiments in Saarbrücken und ernannte ihn am 12. September 1842 zum Regimentskommandeur. In dieser Stellung wurde er am 22. März 1845 Oberst und erhielt am 4. April 1848 das Kommando über die 16. Kavallerie-Brigade in Trier.
1849 nahm Schleinitz als Kommandeur der Reserve-Kavallerie-Brigade an der Niederschlagung der Badischen Revolution teil. Anlässlich seines 50-jährigen Dienstjubiläums würdigte König Friedrich Wilhelm IV. ihn durch die Verleihung des Roten Adlerordens II. Klasse mit Eichenlaub. Außerdem beförderte er Schleinitz am 19. April 1851 zum Generalmajor. Am 16. November 1852 nahm Schleinitz seinen Abschied und wurde am 22. April 1858 mit seiner Pension zur Disposition gestellt.
Gustav von Schleinitz starb am 10. Mai 1858 im Alter von 72 Jahren in Berlin. Die Beisetzung erfolgte auf dem Berliner Garnisonfriedhof. Das Grabmal ist nicht erhalten.

### Familie
Schleinitz heiratete am 15. November 1819 auf dem Gut Mittelhausen bei Allstedt die aus Osnabrück gebürtige Aurora von Braun (1798–1881). Aus dieser Ehe gingen folgende Kinder hervor:
- Gustav (1820–1888), preußischer Oberförster ⚭ Marie Elzholz (* 1834), Eltern von Generalmajor Kurt von Schleinitz
- Adalbert (1822–1896), preußischer Generalleutnant ⚭ Marie von Schleinitz (1830–1915)
- Clementine (* 1823)
- Hans (1825–1865), preußischer Hauptmann im Kaiser Franz Garde-Grenadier-Regiment Nr. 2 ⚭ 1858 Franziska von Schleinitz (1832–1897)
- Wilhelm (1834–1895), preußischer Premierleutnant a. D. ⚭ 1859 (Scheidung 1867) Emma Clara von Sydow (1840–1903)